# Himriksmole
De Himriksmole, ook De Groene Ster genoemd, is een poldermolen gelegen tussen de Friese plaatsen Leeuwarden en Tietjerk.

## Beschrijving
De Himriksmolen, een maalvaardige spinnenkopmolen, werd oorspronkelijk rond 1860 gebouwd voor de bemaling van de Himrikspolder bij Huizum. In 1952 werd de molen overgebracht naar Rijperkerk, waar hij lange tijd in de buurt van de boerderij Wielzicht nabij de Rijperkerkstervaart stond. De Himriksmolen werd in 1976 verplaatst naar zijn huidige locatie in het natuur- en recreatiegebied De Groene Ster, waar hij als inmaler dienstdoet. Sindsdien wordt hij ook wel De Groene Ster genoemd. Ten gevolge van brandstichting werd de Himriksmolen in 1995 nagenoeg helemaal verwoest, maar hij werd het jaar daarop herbouwd. De molen wordt door enkele vrijwillige molenaars bemalen.
Van 1971 tot 1979 was de Himriksmolen in het bezit van de Stichting De Fryske Mole. Tegenwoordig is hij eigendom van de gemeente Leeuwarden. De molen is te bezichtigen als hij draait en op afspraak.
Op enige afstand van de molen zit het gesloten, houten, 320 cm grote scheprad dat via een wateras en een waterwiel door de onderbonkelaar van de molen wordt aangedreven.
|  |  |  |

De Himriksmolen heeft zowel een onder- als boventafelement. De Vlaamse vang wordt bediend door een wipstok en een ketting.

## Overbrengingen
De overbrengingsverhouding is 1:1,11.
- Het bovenwiel heeft 39 kammen met een steek van 9,2 cm.
- De bovenbonkelaar heeft 20 kammen en
- de onderbonkelaar 25 kammen met een steek van 7,6 cm.
- Het waterwiel heeft 44 kammen.